# BD +31°1048
BD +31°1048或いはHR 1938、HD 37519は、ぎょしゃ座の恒星である。見かけの等級は6.03と、肉眼で辛うじてみえる明るさである。ガイア衛星が測定した年周視差を基に計算すると、太陽からの距離はおよそ810光年である。閃光星ではないかと疑われているが、早期型のスペクトルと整合せず、詳細不明の特異な変光星として関心を持たれている。

## 特徴
BD +31°1048は、青白く輝くB型星で、スペクトル型はB8 Hgとされ、水銀による吸収が強い化学特異星ではないかとみられている。自転速度は速く、225km/s以上と見積もられている。

### 閃光
1964年3月1日、アーマー天文台のアンドルーズが12インチ・シュミット望遠鏡でぎょしゃ座の領域を撮影した際に、6等星だったBD +31°1048が3等級程明るくなっていることを発見した。しかし、およそ2時間後に撮影したときには、元の明るさに戻っていた。アンドルーズは、同じ領域を撮影したアーマー天文台の写真乾板を、1955年まで遡って調べたが、変光は確認されなかった。その後、観測を繰り返し、2週間後に再び2等級近く明るくなった様子をとらえ、アンドルーズはBD +31°1048が変光星だと確信した。BD +31°1048は、変光の発見者の名前から“Andrews' Star”とも呼ばれる。増光幅と変化の速さから、アンドルーズはBD +31°1048の変光はフレアによるもの、つまり閃光星ではないか考えた。しかし、閃光星は赤色矮星と相場が決まっており、B型星のBD +31°1048がフレアを起こす仕組みはわからなかった。そこで、アンドルーズはみえない閃光星の伴星が存在するのではないかと予測した。
アンドルーズの発見から間もなく、エジンバラ天文台と、グリニッジ天文台のハーストモンスー観測所がBD +31°1048のスペクトルを取得したが、いずれも普通のB型星のもので、フレアを起こすような天体にはみえなかった。翌年にはメキシコ国立天文台のメンドーサ（Eugenio Mendoza）が19夜にわたり多色測光を行ったが、結果は、この間の明るさは一定というものだった。また、スミソニアン天体物理観測所のソロモン（Leonard Solomon）は、132枚のハーヴァード大学天文台の写真乾板と、アンドルーズが増光をとらえたのと同じ日の、ベーカー＝ナン衛星追跡カメラが撮影したフィルムを調べた結果、やはり明るさの変化はみられないと結論付けた。アンドルーズらは、1993年にラ・シヤ天文台の赤外線望遠鏡で再び観測を行ったが、新たな知見は得られなかった。
結局、1964年のアーマー天文台の観測以外に、BD +31°1048で明らかな変光の証拠をとらえたものはなく、BD +31°1048は確定した変光星とはみなされず、変光星総合カタログでも新しい変光星候補に止まっている。BD +31°1048の変光はフレアとは別の、うしかい座ζ星で1905年に報告された、突如新星状のスペクトルが現れ、急速に元へ戻った例に似た、「フラッシュ」ではないかと考える者もいる。また、スミソニアン天体物理観測所のジャッキア（Luigi Jacchia）は、望遠鏡スパイダーの回折光と重なったことによる人工的な増光である可能性を指摘している。